# Ethan Josh Lee
Ethan Josh Lee (nacido en 2001) es un actor coreano-estadounidense. Es mejor conocido por su papel de Quan Phook en Mr. Robinson. También es conocido como "Ethan Lee".

## Educación
Lee asistió a Calabasas High School. Actualmente es estudiante de la Universidad Stanford.

## Carrera
Lee es mejor conocido por su papel recurrente de Quan Phook en la comedia de situación de NBC Mr. Robinson, entre otros proyectos de televisión y cine. Además, ha aparecido en comerciales nacionales para empresas como Cisco, McDonald's, General Mills y Comcast.

## Películaografía
| Año       | Título                 | Papel                          | Detalles                                                   |
| --------- | ---------------------- | ------------------------------ | ---------------------------------------------------------- |
| 2010      | Southland              | Matthew Chung                  | Episodio: "U-Boat" (Guest Starring)                        |
| 2010      | Sons of Tucson         | Chico #1                       | Episodio: "Kisses and Beads" (Co Starring)                 |
| 2010      | Glee                   | Summer Camp Boy                | Episodio: "Audition" (Co Starring)                         |
| 2011      | Desperate Housewives   | Water Glass Player             | Episodio: "Searching" (Co Starring)                        |
| 2013      | Mortal Kombat: Legacy  | Hanzo Hasashi joven / Scorpion | 2 episodios (Guest Star)                                   |
| 2014      | To Success             | John Yum                       | Cortometraje (Protagonista)                                |
| 2015      | The Diabolical         | Nerdy Kid                      | Película (Secundario)                                      |
| 2014–2015 | Mr. Robinson           | Quan Phook                     | Recurrente, 6 episodios                                    |
| 2016      | The Real O'Neals       | Nerdy Boy                      | Episodio: "The Real Retreat"                               |
| 2016      | The Middle             | Sang-Woo                       | Episodio: "Find My Hecks"                                  |
| 2017      | The Bird Who Could Fly | Kenny joven                    | Cortometraje (Protagonista)                                |
| 2017      | K.C. Undercover        | Jin                            | Episodio: "Revenge of the Van People" (Aparición especial) |
| 2018      | The Mick               | Brian Chang                    | Episodio: "The Graduate" (Aparición especial)              |
| 2020      | Kajillionaire          | Another Son                    | Película                                                   |
| 2020      | Songbird               | Giffords                       | Película                                                   |
| 2023      | Asteroid City          | Ricky                          | Película                                                   |